# 許文叔
許文叔（？—？），姜姓，吕氏，名丁，谥号文，西周諸侯國許國的始封君主。
据《清华简·封许之命》的记载，许文叔吕丁在周文王、周武王两代任职于周朝，在周武王时期参加了武王克殷之役，建立大功，被周成王分封到许国。